# Bert van Marwijk
Bert van Marwijk (Deventer,  Overijssel, 1952. május 19. –) holland labdarúgó, edző. A holland válogatottat Marco van Bastentől vette át a 2008-as Európa-bajnokság után. 2000–2004 és 2007–2008 között a holland Feyenoord vezetőedzője volt, amellyel 2002-ben UEFA-kupát nyert.

## Szövetségi kapitányként
2008 márciusában a holland szövetség jelentette be, hogy a holland válogatottat a 2008-as Európa-bajnokság után van Marwijk irányítja.
2009 júniusában a vb-selejtezőkön a válogatott már 6 megnyert mérkőzés után, és a többi csoportbeli mérkőzéseknek köszönhetően Európából elsőként jutott ki a világbajnokságra. A hollandok később a maradék két mérkőzésüket is megnyerték, így százszázalékos teljesítménnyel zárták a selejtezőket.
A világbajnokságon az első mérkőzésen Dániát, majd a másodikon Japánt verték, és a később rendezett Dánia–Kamerun mérkőzésen született dán győzelem miatt a csoport hátralévő mérkőzéseinek eredményétől függetlenül, a második forduló után biztossá vált, hogy a nyolcaddöntőbe jutottak. Később a harmadik mérkőzésüket is megnyerték, így hibátlan teljesítménnyel a csoport élén végeztek.
A nyolcaddöntőben Szlovákia ellen, a negyeddöntőben az ötszörös világbajnok Brazília ellen is 2–1-re nyertek. Az elődöntőben a korábbi kétszeres világbajnok Uruguay volt az ellenfél, ezt a mérkőzést is megnyerték, ezúttal 3–2-re. Hollandia 1974 és 1978 után harmadszor lett döntős.
A válogatott sem a selejtezőkben, sem a világbajnokságon nem kapott még ki. Az egyéb nemzetközi mérkőzéseket is beleszámítva Uruguay legyőzésével az elődöntőt követően összesen 25 mérkőzés óta veretlenek. A vb-döntőben a hosszabbításban kaptak ki 1–0 Spanyolországtól. Azelőtt utoljára 2008. szeptember 6-án kaptak ki Ausztráliától.
A 2012-es Európa-bajnokságról a holland csapat három vereséggel kiesett, 2012. június 27-én lemondott.
2018. január 25-én az ausztrál válogatott szövetségi kapitánya lett. Március 8-án bejelentették, hogy a 2018-as labdarúgó-világbajnokságot követően Graham Arnold veszi át a helyét. 2019. március 20-án az Egyesült Arab Emírségek szövetségi kapitánya lett. Az év végén rendezett Öböl-kupa során csapata nem jutott tovább csoportjából, ezt követően pedig menesztették posztjáról.

## Sikerei, díjai

### Játékosként
AZ
- Holland kupa
  - Győztes (1): 1978

MVV Maastricht
- Holland másodosztály
  - Győztes (1): 1983–84

### Edzőként, szövetségi kapitányként
Fortuna Sittard
- Holland kupa
  - Döntős (1): 1999

Feyenoord
- Holland bajnokság
  - 2. hely (1): 2000–01
- Holland kupa
  - Győztes (1): 2008
  - Döntős (1): 2003
- UEFA-kupa
  - Győztes (1): 2002

 Hollandia
- Világbajnokság
  - Döntős (1): 2010

## Edzői statisztikái
2018. július 14-én lett frissítve.
| Hedera Millen     | 1990                 | 1991                 | —   | —   | —  | —  | —     |
| RKVCL Limmel      | 1991                 | 1995                 | —   | —   | —  | —  | —     |
| Meerssen          | 1995                 | 1998                 | —   | —   | —  | —  | —     |
| Fortuna Sittard   | 1998                 | 2000                 | —   | —   | —  | —  | —     |
| Feyenoord         | 2000. július 1.      | 2004. június 30.     | 182 | 110 | 32 | 40 | 60,44 |
| Borussia Dortmund | 2004. július 1.      | 2006. december 18.   | 95  | 35  | 32 | 28 | 36,84 |
| Feyenoord         | 2007. július 1.      | 2008. július 31.     | 38  | 24  | 6  | 8  | 63,16 |
| Hollandia         | 2008. augusztus 1.   | 2012. június 27.     | 52  | 34  | 10 | 8  | 65,38 |
| Hamburger SV      | 2013. szeptember 26. | 2014. február 15.    | 17  | 4   | 3  | 10 | 23,53 |
| Szaúd-Arábia      | 2015. szeptember 1.  | 2017. szeptember 15. | 20  | 13  | 4  | 3  | 65,00 |
| Ausztrália        | 2018. január 24.     | 2018. július 14.     | 7   | 2   | 2  | 3  | 28,57 |